# スクールアイドルミュージカル
スクールアイドルミュージカルは、バンダイナムコフィルムワークス、バンダイナムコミュージックライブ、アークスインターナショナル製作のミュージカル。メディアミックス作品群「ラブライブ!シリーズ」の作品である。

## 概要
架空の学校・滝桜女学院および椿咲花女子高校を舞台に活躍する2組のスクールアイドルたち主人公とした作品。「ラブライブ!シリーズ」初のミュージカル作品で、既存シリーズ作品を舞台化したものではなく、キャラクター・設定を一新した完全オリジナル作品となっている。
約2時間のミュージカル本編と、通常の演劇で言うカーテンコールに当たる20分のスペシャルステージの全2部構成となっており、第2部ではライブが実施され、ペンライトが使用可能となる。
脚本等を担当した岸本と作曲等を担当した小島によると、元々2人は世界中でミュージカル作品を上演することを目標に活動をしており、海外でも愛される作品・コンテンツを探す中で、世界的に人気のある作品であること、既存ミュージカル層と違うジャンルであること、誰もが共感できるポジティブなメッセージがあることから、ラブライブ!シリーズでミュージカルをやってみたいと考えるようになり、岸本・小島の側からシリーズ側にオファーする形で、プロジェクトが始まった。一方で、製作委員会こそ「プロジェクトラブライブ!スクールアイドルミュージカル」となっているものの、作品名自体には「ラブライブ!」を含んでいない。
ラブライブ!シリーズとして初めて、西日本の府県が舞台となる作品でもある。
ラブライブ!シリーズにおいては、作品の主役を演じるキャストによる声優ユニットの音楽活動（CDリリース、ライブイベント）が行われるのが常であるが、本作では原則行われていない。
先述の通り、作品名に「ラブライブ!」を含まない点や、シリーズにおけるコラボ企画やライブの多くに未登場であったり、メディア展開が限定的、もしくは別分野であるなど、ラブライブ!シリーズ全体を見ても極めて異質な展開をとる作品となっている。2025年6月時点の「ラブライブ!シリーズ」公式ホームページのトップページでは「スクールアイドルミュージカル」はシリーズの他作品とは点線で区切られた位置にバナーがあり、シリーズの他作品とは異なる位置付けとして扱われている。

## 来歴
2022年8月30日に発売された雑誌「LoveLive!Days ラブライブ!総合マガジンVol.31」で制作発表され、翌月のVol.32でキャスト・設定が公開された。
2022年12月に初演・東京公演を上演。次いで2023年1月に初演・大阪公演を上演。東京公演初日の12月10日からテーマソングCD「未完成ドリーム!」を劇場限定で販売開始した。
2023年5月10日、本編にて披露された全楽曲を収録したアルバムCD「スクールアイドルミュージカル」が発売。
2023年8月、追加公演を上演。役名ありのキャストでは、三田美吹（鈴賀レナ役）は出演せず、初演にアンサンブルキャストとして出演した鈴木まゆりが代役を務めた。
2023年12月、「異次元フェス アイドルマスター★♥ラブライブ！歌合戦」にゲスト出演。ミュージカル公演以外での初のパフォーマンス披露を行った。
2024年1月、2024年公演を上演。今回からダブルキャスト制が導入され、ルリカ、アンズ、マドカ、キョウカ以外はダブルキャストとなる。初演・追加公演に出演した星守紗凪（来栖トア役）および青山瑠里（晴風サヤカ役）は出演せず、新規キャストのみで演じた。また最終2日間4公演は「文化祭&後夜祭スペシャル公演」として、通常公演でカーテンコールスペシャルステージとして披露していた文化祭スペシャルステージ部分を拡大した特別公演となった。
2024年8月21日、「文化祭&後夜祭スペシャル公演」にて披露された新規楽曲を収録したアルバムCD「椿滝桜女学院高等学校スクールアイドル部 後夜祭アルバム！」が発売。翌週29日には、発売を記念したフリー観覧イベントが開催された。
2024年9月26日、同年11月からMBSドラマフィルで同作をベースに実写ドラマが放送予定であることが発表され、11月21日から12月26日にかけて全6話が放送された。
2025年2月と4月、2025年公演を上演。今回も通常公演と後夜祭公演の2種を上演した。後夜祭公演では、2024年公演の際になかった新曲4曲が追加された。当初予定されていた公演のうち、2月17日の公演は諸事情により中止となった。また来栖トア役の仲村悠菜が体調不良により2月16日まで出演を見合わせ、レナ役の西田有愛が代役を務め、当該期間で西田がレナ役で出演する予定だった公演は、ダブルキャストの里菜や晴風サヤカ役の鈴木まゆりが代役を務めた。

## あらすじ
大阪にある女子校「滝桜女学院」は、昨今の少子化に対抗するべく芸能コースを新設、同コースに通う生徒たちによる「アイドル部」が世間の注目を集めていた。しかし、アイドル部のセンターを務める滝沢アンズは、部長や他の部員を差し置いてセンターに立つことや、何より母である理事長からのプレッシャーに思い悩んでいた。
一方、兵庫にある女子校「椿咲花女子高校」に通う椿ルリカは、アンズのステージを見てアイドルと言うものにすっかり魅了されたものの、厳格な母である理事長の手前、誰にもそのことは言えなかった。そして、ある約束のために勉強を頑張る毎日を送るものの、生まれて初めて熱中するものを見つけたルリカは、次第に成績を落としてしまう。
対立する2校の少女2人が「学校のアイドル」という点を通じて出会うとき、新たな「みんなで叶える物語（スクールアイドルプロジェクト）」が始まる――

## 公演リスト
2022年初演
東京公演
2022年12月10日 - 15日 - 新国立劇場
大阪公演
2023年1月25日 - 29日 - 梅田芸術劇場
初演 追加公演
2023年8月3日 - 6日 - 日本青年館ホール
2024年公演
2024年1月11日 - 21日 - THEATER MILANO-Za
2025年公演
東京公演
2025年2月9日 - 19日 - 日本青年館ホール
大阪公演
4月4日 - 6日 - 新歌舞伎座

## キャラクター・キャスト
演はキャストを指し、「舞台版 / テレビドラマ版」の形で表記する（舞台版・テレビドラマ版両方にて出演するキャストについては、名前の後の丸括弧内にてその旨表記する）。舞台版キャストについて、特記ない限り公演全種に出演。

### 椿咲花女子高校
兵庫県神戸市にある、伝統と格式、品格を重んじる進学校。昨今の少子化のあおりを受け、入学希望者数が減少しつつある。

#### 椿咲花女子高校アイドル部
ルリカの提案によって設立された、アイドル活動を行うクラブ。
椿 ルリカ（つばき ルリカ）
演 - 堀内まり菜 / 渡邉美穂
高校2年生。理事長であるマドカの娘。理事長の娘として学年トップの成績を維持し続ける秀才だが、アンズのアイドル活動に魅せられ、次第に変わっていく。お嬢様であるが、明るく快活な人となりで、無垢な行動力で周囲を引っ張っていく。
皇 ユズハ（すめらぎ ユズハ）
演 - 浅井七海（当時AKB48）、鈴木まゆり（2024年公演） / 浅井七海
高校2年生。ユズハの幼馴染で、まじめな性格。仲良しのルリカがアンズに惹かれていることに複雑な思いを感じている。
北条 ユキノ（ほうじょう ユキノ）
演 - 杏ジュリア、寺田光（2024年公演）、浅蔵るか（2025年公演） / 杏ジュリア
高校1年生。ルリカに心酔に近い憧れの感情を抱いている。
天草 ヒカル（あまくさ ヒカル）
演 - 小山璃奈、春名真依（2024年公演）、山内瑞葵（2025年公演） / 山内瑞葵
高校2年生。男勝りなさっぱりとした性格。スポーツ万能で、バスケットボール部に所属している。
三笠 マーヤ（みかさ マーヤ）
演 - 佐藤美波（当時AKB48）（初演、追加公演、2024年公演）、松澤可苑（2024年公演）、由良朱合（2025年公演） / 由良朱合
高校2年生。アニメやアイドルが大好きな不思議系。天然な発言が多く、よくヒカルにツッコミを入れられている。

#### 教員
椿 マドカ（つばき マドカ）
演 - 蒼乃夕妃 / しゅはまはるみ
高校の理事長で、ルリカの母親。将来は、伝統ある高校の理事長をルリカに継いでもらおうと思っているが、入学希望者数が落ち込んでいることに頭を悩ませている。

### 滝桜女学院
大阪府大阪市梅田にある高校で、時代の流行を読み取り、近年芸能コースを新設。世間の注目を集め、入学希望者が増えている。

#### 滝桜女学院アイドル部
理事長のキョウカの肝いりで設立された、芸能コースの生徒によるクラブ。学外での芸能活動を多く行なっており、ヒカルいわく、テレビでも雑誌でも見ない日はない。下記の5人以外にも、アンサンブルキャストが演じる多数の部員が在籍している。
滝沢 アンズ（たきざわ アンズ）
演 - 関根優那（初演、追加公演、2024年公演）、冨田菜々風（2025年公演）、西葉瑞希（2025年公演） / 冨田菜々風
高校2年生。理事長であるキョウカの娘で、アイドル部のセンターを務める。歌やダンスが大好きで実力もあるが、母親や部員からのプレッシャーに思い悩んでいる。
若槻 ミスズ（わかつき ミスズ）
演 - 西葉瑞希（初演、追加公演、2024年公演。2025年公演）、南野巴那（2024年公演）、安本彩花（2025年公演） / 安本彩花
高校2年生。アイドル部の部長を務め、アンズを含めた部員たちに厳しい指導をしている。
来栖 トア（くるす トア）
演 - 星守紗凪（初演、追加公演）、黒木美佑（2024年公演）、西田有愛（2024年公演、2025年公演）、仲村悠菜（2025年公演） / 仲村悠菜
高校1年生。アンズに憧れて学院の芸能コースに入り、1年生ながら前列に抜擢された。
鈴賀 レナ（すずか レナ）
演 - 三田美吹（初演、2024年公演）、鈴木まゆり（追加公演、2025年公演）、加藤夕夏（2024年公演）、里菜（2025年公演） / 里菜
高校2年生。アンズの遊び仲間で、チームワークを重んじる性格。自己主張は少ないが、歌唱の実力を秘めている。
晴風 サヤカ（はるかぜ サヤカ）
演 - 青山瑠里（初演、追加公演）、西田ひらり（2024年公演）、山本愛梨（2024年公演、2025年公演）、鈴木まゆり（2025年公演） / 山本愛梨
高校2年生。レナと対照的に自己主張が強く、実力はあるが突っ走り気味なところがあり、よくミスズから指摘されている。

#### 教員
滝沢 キョウカ（たきざわ キョウカ）
演 - 岡村さやか、福田えり（2025年公演） / 音月桂
学院の理事長で、アンズの母親。アイドル部を使って学院の知名度を引き上げることを重要視しており、伝統や品位よりも結果を求めている。

## テレビドラマ
2024年11月22日（21日深夜）から12月27日（26日深夜）まで毎日放送の「ドラマフィル」枠で放送された。原作では省かれていた「ラブライブ!」の名前がタイトルに付与されている。ラブライブ!シリーズとしては初のテレビドラマ作品。

### スタッフ
- 原作 - 矢立肇
- 原案 - 公野櫻子
- 底本 - 「スクールアイドルミュージカル」（ラブライブ!シリーズより）
- 企画・プロデュース - 若林悠紀
- 監督 - 椿本慶次郎、戸塚寛人
- 脚本・振付 - 岸本功喜
- 音楽 - 小島良太
- オープニングテーマ - 滝桜女学院アイドル部・椿咲花女子高校アイドル部「未完成ドリーム!」（ランティス）
- エンディングテーマ - 滝桜女学院アイドル部・椿咲花女子高校アイドル部「きらりひらり舞う桜」（ランティス）
- 制作プロダクション - ソケット
- 製作 - 「スクールアイドルミュージカル the DRAMA」製作委員会

### 放送日程
| 話数   | 放送日   | 監督       |
| ------ | -------- | ---------- |
| 第1話  | 11月22日 | 椿本慶次郎 |
| 第2話  | 11月29日 |            |
| 第3話  | 12月06日 |            |
| 第4話  | 12月13日 |            |
| 第5話  | 12月20日 | 戸塚寛人   |
| 最終話 | 12月27日 |            |

### 放送局
| 放送期間                      | 放送時間                     | 放送局       | 対象地域   | 備考           |
| ----------------------------- | ---------------------------- | ------------ | ---------- | -------------- |
| 2024年11月22日 - 12月27日     | 金曜 1:00 - 1:30（木曜深夜） | テレビ神奈川 | 神奈川県   | 29分先行放送。 |
|                               | 金曜 1:29 - 1:59（木曜深夜） | 毎日放送     | 近畿広域圏 | 製作局         |
| 2024年11月26日 - 12月31日     | 火曜 0:00 - 0:30（月曜深夜） | テレビ埼玉   | 埼玉県     |                |
| 2024年11月27日 - 2025年1月1日 | 水曜 0:30 - 1:00（火曜深夜） | 群馬テレビ   | 群馬県     |                |
| 2024年11月28日 - 2025年1月2日 | 木曜 1:00 - 1:30（水曜深夜） | とちぎテレビ | 栃木県     |                |
| 2024年11月28日 - 2025年1月9日 | 木曜 23:00 - 23:30           | 千葉テレビ   | 千葉県     |                |

| 毎日放送 ドラマフィル               | 毎日放送 ドラマフィル                              | 毎日放送 ドラマフィル        |
| 前番組                              | 番組名                                             | 次番組                       |
| ----------------------------------- | -------------------------------------------------- | ---------------------------- |
| スメルズ ライク グリーン スピリット | ラブライブ! スクールアイドルミュージカル the DRAMA | コールミー・バイ・ノーネーム |

## ディスコグラフィ

### テーマソングCD
| タイトル        | 発売日         | 規格品番   | 備考                                         |
| --------------- | -------------- | ---------- | -------------------------------------------- |
| 未完成ドリーム! | 2022年12月10日 | LACZ-10123 | 作詞：畑亜貴、作曲：小島良太、編曲：久下真音 |

| Track | 曲名                                      | 歌 |
| ----- | ----------------------------------------- | --- |
| 1     | 未完成ドリーム!                           | Track2とTrack3の計10名 |
| 2     | 未完成ドリーム!（椿咲花女子高等学校Ver.） | - 堀内まり菜（椿 ルリカ役） - 浅井七海（皇 ユズハ役） - 杏ジュリア（北条ユキノ役） - 小山璃奈（天草ヒカル役） - 佐藤美波（三笠マーヤ役） |
| 3     | 未完成ドリーム!（滝桜女学院高等学校Ver.） | - 関根優那（滝沢アンズ役） - 西葉瑞希（若槻ミスズ役） - 星守紗凪（来栖トア役） - 三田美吹（鈴賀レナ役） - 青山瑠里（晴風サヤカ役）       |
| 4     | 未完成ドリーム!（Off Vocal）              | |

### CDアルバム

#### スクールアイドルミュージカル
| タイトル                     | 発売日        | 規格品番   | 備考                                                                      |
| ---------------------------- | ------------- | ---------- | ------------------------------------------------------------------------- |
| スクールアイドルミュージカル | 2023年5月10日 | LACA-25051 | 劇中歌等が収録された事実上のサントラ盤だが、「未完成ドリーム!」は未収録。 |

CDアルバム収録曲（全30曲）のクレジット
『オーバーチュア（instrumental）』『アントラクト（instrumental）』『Bows メガミックス（instrumental）』 - 作曲・編曲：小島良太
『きらりひらり舞う桜』『君と見る夢（文化祭 Ver.）』 - 作詞：岸本功喜、作曲：小島良太、編曲：久下真音
『きらりひらり舞う桜 Reprise』 - 作詞：岸本功喜、作曲：小島良太、編曲：小島良太 / 久下真音
その他24曲 - 作詞：岸本功喜、作曲・編曲：小島良太
| Tr. | 曲名                           | 歌（出演者の苗字） | 歌（出演者の苗字） | 歌（出演者の苗字） | 歌（出演者の苗字） | 歌（出演者の苗字） | 歌（出演者の苗字） | 歌（出演者の苗字） | 歌（出演者の苗字） | 歌（出演者の苗字） | 歌（出演者の苗字） | その他 歌 |
| Tr. | 曲名                           | 堀内               | 浅井               | 杏                 | 小山               | 佐藤               | 関根               | 西葉               | 星守               | 三田               | 青山               | その他 歌 |
| --- | ------------------------------ | ------------------ | ------------------ | ------------------ | ------------------ | ------------------ | ------------------ | ------------------ | ------------------ | ------------------ | ------------------ | --- |
| 1   | オーバーチュア（instrumental） |                    |                    |                    |                    |                    |                    |                    |                    |                    |                    | |
| 2   | きらりひらり舞う桜             |                    |                    |                    |                    |                    | ○                  | ○                  | ○                  | ○                  | ○                  | アンサンブルキャスト8名 - 大原万由子 - 金子楓 - 鈴木まゆり - 中﨑花音 - 藤本くるみ - 古沢朋恵 - 森本めい - 渡辺菜花                               |
| 3   | あなたがセンター               |                    |                    |                    |                    |                    | ○                  | ○                  | ○                  | ○                  | ○                  | 岡村さやか（滝沢キョウカ役） アンサンブルキャスト8名                                                                                              |
| 4   | 夢見る世界                     | ○                  | ○                  | ○                  | ○                  | ○                  |                    |                    |                    |                    |                    | アンサンブルキャスト8名 |
| 5   | 伝統の系譜                     | ○                  |                    |                    |                    |                    |                    |                    |                    |                    |                    | 蒼乃夕妃（椿マドカ役） |
| 6   | 目指せメジャーデビュー         |                    |                    |                    |                    |                    | ○                  | ○                  | ○                  | ○                  | ○                  | アンサンブルキャスト8名 |
| 7   | 輝かしい未来                   |                    |                    |                    |                    |                    | ○                  | ○                  | ○                  | ○                  | ○                  | 岡村さやか（滝沢キョウカ役） アンサンブルキャスト8名                                                                                              |
| 8   | なりたい自分                   |                    |                    |                    |                    |                    | ○                  |                    |                    |                    |                    | |
| 9   | きらりひらり舞う桜 Reprise     | ○                  | ○                  | ○                  | ○                  | ○                  |                    | ○                  | ○                  | ○                  | ○                  | アンサンブルキャスト2名 - 中﨑花音 - 渡辺菜花 |
| 10  | わが校の流儀                   |                    |                    |                    |                    |                    | ○                  |                    |                    |                    |                    | 蒼乃夕妃（椿マドカ役） 岡村さやか（滝沢キョウカ役） アンサンブルキャスト6名 - 大原万由子 - 金子楓 - 鈴木まゆり - 藤本くるみ - 古沢朋恵 - 森本めい |
| 11  | それぞれの役割                 |                    |                    |                    |                    |                    |                    | ○                  |                    |                    |                    | 岡村さやか（滝沢キョウカ役） |
| 12  | 平凡な未来                     | ○                  | ○                  | ○                  | ○                  | ○                  |                    |                    |                    |                    |                    | アンサンブルキャスト8名 |
| 13  | 噂の転校生                     |                    |                    |                    |                    |                    |                    |                    |                    |                    |                    | アンサンブルキャスト8名 |
| 14  | 発足!椿咲花アイドル部          | ○                  | ○                  | ○                  | ○                  | ○                  | ○                  | ○                  | ○                  | ○                  | ○                  | アンサンブルキャスト8名 |

| Tr. | 曲名                              | 歌（出演者の苗字） | 歌（出演者の苗字） | 歌（出演者の苗字） | 歌（出演者の苗字） | 歌（出演者の苗字） | 歌（出演者の苗字） | 歌（出演者の苗字） | 歌（出演者の苗字） | 歌（出演者の苗字） | 歌（出演者の苗字） | その他 歌                                              |
| Tr. | 曲名                              | 堀内               | 浅井               | 杏                 | 小山               | 佐藤               | 関根               | 西葉               | 星守               | 三田               | 青山               | その他 歌                                              |
| --- | --------------------------------- | ------------------ | ------------------ | ------------------ | ------------------ | ------------------ | ------------------ | ------------------ | ------------------ | ------------------ | ------------------ | ------------------------------------------------------ |
| 15  | アントラクト（instrumental）      |                    |                    |                    |                    |                    |                    |                    |                    |                    |                    |                                                        |
| 16  | 新しいチャンス                    |                    |                    |                    |                    |                    |                    | ○                  | ○                  | ○                  | ○                  | 岡村さやか（滝沢キョウカ役） アンサンブルキャスト8名   |
| 17  | 親友                              | ○                  | ○                  |                    |                    |                    |                    |                    |                    |                    |                    |                                                        |
| 18  | 目指せメジャーデビュー Reprise    |                    |                    |                    |                    |                    |                    | ○                  | ○                  | ○                  | ○                  | アンサンブルキャスト8名                                |
| 19  | 深まる仲                          | ○                  | ○                  | ○                  | ○                  | ○                  | ○                  |                    |                    |                    |                    | アンサンブルキャスト8名                                |
| 20  | 伝統の系譜 Reprise                | ○                  |                    |                    |                    |                    |                    |                    |                    |                    |                    |                                                        |
| 21  | なくして初めて気づくこと          |                    |                    |                    |                    |                    |                    |                    |                    |                    |                    | アンサンブルキャスト8名                                |
| 22  | 君と見る夢                        | ○                  | ○                  | ○                  | ○                  | ○                  | ○                  |                    |                    |                    |                    |                                                        |
| 23  | 君と見る夢 Reprise                | ○                  | ○                  | ○                  | ○                  | ○                  | ○                  |                    |                    |                    |                    | 岡村さやか（滝沢キョウカ役）                           |
| 24  | 明日はきっと                      | ○                  |                    |                    |                    |                    |                    |                    |                    |                    |                    |                                                        |
| 25  | いつかわたしも                    |                    |                    |                    |                    |                    |                    |                    |                    |                    |                    | アンサンブルキャスト8名                                |
| 26  | ゆめの羅針盤                      | ○                  | ○                  | ○                  | ○                  | ○                  |                    |                    |                    |                    |                    | アンサンブルキャスト8名 （曲名の読み：ゆめのコンパス） |
| 27  | 真っ白なキャンバス                | ○                  | ○                  | ○                  | ○                  | ○                  | ○                  | ○                  | ○                  | ○                  | ○                  | アンサンブルキャスト8名                                |
| 28  | Bows メガミックス（instrumental） |                    |                    |                    |                    |                    |                    |                    |                    |                    |                    |                                                        |
| 29  | 君と見る夢（文化祭 Ver.）         | ○                  | ○                  | ○                  | ○                  | ○                  | ○                  | ○                  | ○                  | ○                  | ○                  |                                                        |
| 30  | ゆめの羅針盤（文化祭 Ver.）       | ○                  | ○                  | ○                  | ○                  | ○                  | ○                  | ○                  | ○                  | ○                  | ○                  | アンサンブルキャスト8名                                |

#### 椿滝桜女学院高等学校スクールアイドル部 後夜祭アルバム！
| タイトル                                                | 発売日        | 規格品番   | 備考 |
| ------------------------------------------------------- | ------------- | ---------- | --- |
| 椿滝桜女学院高等学校スクールアイドル部 後夜祭アルバム！ | 2024年8月21日 | LACZ-10205 | 2024年公演から上演されている「文化祭＆後夜祭スペシャル公演」でのみ披露されている楽曲を収録。歌唱者は2024年公演出演者。 |

| Tr.  | 曲名                         | 歌（出演者）                           | 歌（出演者）                           | 歌（出演者）                           | 歌（出演者）                           | 歌（出演者）                           | 歌（出演者）                           | 歌（出演者）                           | 歌（出演者）                           | 歌（出演者）                           | 歌（出演者）                           | その他 歌 |
| Tr.  | 曲名                         | 堀内 まり菜                            | 関根 優那                              | 浅井 七海                              | 西葉 瑞希                              | 杏 ジュリア                            | 西田 有愛                              | 小山 璃奈                              | 三田 美吹                              | 佐藤 美波                              | 西田 ひらり                            | その他 歌 |
| ---- | ---------------------------- | -------------------------------------- | -------------------------------------- | -------------------------------------- | -------------------------------------- | -------------------------------------- | -------------------------------------- | -------------------------------------- | -------------------------------------- | -------------------------------------- | -------------------------------------- | --- |
| 1    | 今すぐはじめよ！             | ○                                      |                                        |                                        |                                        |                                        | ○                                      | ○                                      |                                        | ○                                      |                                        | アンサンブルキャスト4名                                                                                           |
| 2    | 応援してね♡                  |                                        | ○                                      |                                        |                                        | ○                                      |                                        |                                        | ○                                      |                                        | ○                                      | アンサンブルキャスト8名                                                                                           |
| 3    | 主役になれない主役           |                                        |                                        | ○                                      | ○                                      |                                        |                                        |                                        |                                        |                                        |                                        | |
| 4    | So My Way                    |                                        |                                        |                                        |                                        |                                        |                                        | ○                                      |                                        |                                        | ○                                      | アンサンブルキャスト8名                                                                                           |
| 5    | 意識し合うとか惹かれ合うとか | ○                                      | ○                                      |                                        |                                        |                                        |                                        |                                        |                                        |                                        |                                        | 蒼乃夕妃（椿マドカ役） 岡村さやか（滝沢キョウカ役）                                                               |
| 6    | あなたに夢ちゅう             |                                        |                                        |                                        |                                        | ○                                      | ○                                      |                                        |                                        |                                        |                                        | アンサンブルキャスト2名                                                                                           |
| 7    | パフェパフェ行進曲           |                                        |                                        | ○                                      |                                        |                                        |                                        |                                        | ○                                      | ○                                      |                                        | アンサンブルキャスト7名                                                                                           |
| 8    | わたしの星座                 |                                        |                                        |                                        | ○                                      |                                        |                                        |                                        |                                        |                                        |                                        | |
| 9    | この先もずっと               | ○                                      |                                        | ○                                      |                                        | ○                                      |                                        | ○                                      |                                        | ○                                      |                                        | |
| 10   | 夢見ガチガール               |                                        | ○                                      |                                        | ○                                      |                                        | ○                                      |                                        | ○                                      |                                        | ○                                      | アンサンブルキャスト8名                                                                                           |
| 11   | 青春の讃歌                   |                                        |                                        |                                        |                                        |                                        |                                        |                                        |                                        |                                        |                                        | 蒼乃夕妃（椿マドカ役） 岡村さやか（滝沢キョウカ役）                                                               |
| 12   | 夢はドコカラ                 | 椿滝桜女学院高等学校スクールアイドル部 | 椿滝桜女学院高等学校スクールアイドル部 | 椿滝桜女学院高等学校スクールアイドル部 | 椿滝桜女学院高等学校スクールアイドル部 | 椿滝桜女学院高等学校スクールアイドル部 | 椿滝桜女学院高等学校スクールアイドル部 | 椿滝桜女学院高等学校スクールアイドル部 | 椿滝桜女学院高等学校スクールアイドル部 | 椿滝桜女学院高等学校スクールアイドル部 | 椿滝桜女学院高等学校スクールアイドル部 | 椿滝桜女学院高等学校スクールアイドル部                                                                            |
| 12   | 夢はドコカラ                 | ○                                      | ○                                      | ○                                      | ○                                      | ○                                      | ○                                      | ○                                      | ○                                      | ○                                      | ○                                      | アンサンブルキャスト8名 - 金子楓 - 森本めい - 藤本くるみ - 古沢朋恵 - 森田佳花 - 森本さくら - 渡辺七海 - 渡来美友 |
| 役名 | 役名                         | 椿 ルリカ                              | 滝沢 アンズ                            | 皇 ユズハ                              | 若槻 ミスズ                            | 北条 ユキノ                            | 来栖 トア                              | 天草 ヒカル                            | 鈴賀 レナ                              | 三笠 マーヤ                            | 晴風 サヤカ                            | アンサンブルキャスト8名 - 金子楓 - 森本めい - 藤本くるみ - 古沢朋恵 - 森田佳花 - 森本さくら - 渡辺七海 - 渡来美友 |

## 出演番組
キャスト等による、テレビ・ラジオ番組等への出演を記す。

### 単独
| 放送年月日    | タイトル | 出演メンバー                                                                                            | 備考     |
| ------------- | --- | --- | -------- |
| 2022年12月2日 | ラブライブ！シリーズ初！完全新作ミュージカル 「スクールアイドルミュージカル」上演直前特番 ～いま、スクールアイドルをはじめよう!!～ | 堀内まり菜、浅井七海、杏 ジュリア、小山璃奈、佐藤美波、関根優那、西葉瑞希、星守紗凪、三田美吹、青山瑠里 | 事前収録 |
| 2023年1月17日 | 「スクールアイドルミュージカル」大阪公演直前生放送                                                                                 | 堀内まり菜、浅井七海、関根優那、星守紗凪                                                                | 生放送   |
| 2023年6月2日  | ラブライブ！シリーズ『スクールアイドルミュージカル』生放送～最新情報発表会～                                                       | 堀内まり菜、浅井七海、関根優那、星守紗凪                                                                | 生放送   |
| 2023年9月23日 | ラブライブ！シリーズ「スクールアイドルミュージカル」アルバム発売記念ありがとう生放送                                               | 堀内まり菜、浅井七海、杏ジュリア、西葉瑞希                                                              | 生放送   |

## イベント
公演以外のイベントを記す。
| 公演年 | タイトル | 出演メンバー | 出演日・会場                                    |
| ------ | --- | --- | ----------------------------------------------- |
| 2023年 | スクールアイドルミュージカルアルバム発売記念イベント                                                                   | 堀内まり菜、小山璃奈、関根優那、星守紗凪 | 6月3日 会場非公開                               |
| 2023年 | 異次元フェス アイドルマスター★♥ラブライブ！歌合戦                                                                      | 堀内まり菜、浅井七海、杏ジュリア、小山璃奈、佐藤美波、 関根優那、南野巴那、黒木美佑、加藤夕夏、山本愛梨、 鈴木まゆり、森田佳花、森本さくら、渡辺七海 | 全2公演：12月9日・12月10日 東京ドーム（東京都） |
| 2024年 | 「ちゃやまち推しフェスティバル2024」ステージイベント 「推し作品を見つけよう！バンダイナムコフィルムワークス ステージ」 | 堀内まり菜、浅井七海 | 6月8日 梅田芸術劇場メインホール（大阪府）       |
| 2024年 | 「椿滝桜女学院高等学校スクールアイドル部 後夜祭アルバム！」発売記念フリーイベント                                      | 堀内まり菜、浅井七海、小山璃奈、西葉瑞希 | 8月29日 サンシャインシティ（東京都）            |